# Orlando Sirola
Pour les articles homonymes, voir Sirola.
Orlando Sirola  est un ancien joueur de tennis italien, né le 30 avril 1928 à Fiume (aujourd'hui Rijeka en Croatie) et décédé le 13 novembre 1995.

## Palmarès
- Coupe Davis : finaliste en 1960 et 1961
- Internationaux de France :
  - en simple : demi-finaliste en 1960 ; huitième de finale en 1958
  - en double : vainqueur en 1959 ; finaliste en 1955
- Wimbledon : finaliste en double en 1956